# مراسم

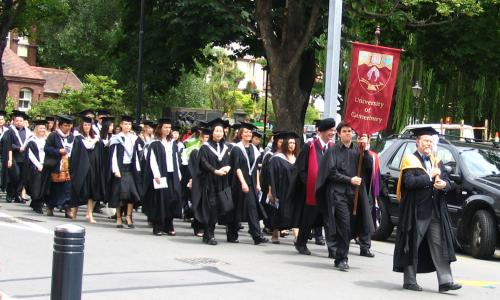
مراسم التخرج في جامعة كانتربري

المراسم (أو الشعائر أو الحفل) هي ممارسة طقوس أو عادات مرتبطة بحدث ذي أهمية من حيث الترتيب والتجهيز والتنسيق لإظهاره بالهيئة التي تليق به.

## أمثلة
من الأمثلة على المراسم:
- مراسم الولادة
- مراسم التخرج
- مراسم الزفاف
- مراسم التتويج
- مراسم التشييع والدفن